# 토지개량조합
토지개량조합(土地改良組合, land Improvement Association)은 토지개량사업법에 따라 종래의 수리조합을 1962년에 개칭한 것으로 수리조합에 비해 조합설립 발기인이 5인 이상에서 15인 이상으로 강화되고 조합장이 도지사의 임명에서 총대회에서 선출하는 것으로 되었으나, 조합장 선출규정은 유보되어 시행되지 못하였다. 농촌근대화촉진법에 따라 1970년에 농지개량조합으로 개칭되었다.